# Giardino Aldo Protti
Il giardino Aldo Protti è un'area verde di Milano, sita nella zona settentrionale della città.
Realizzata nel 1975 e dedicata in seguito al baritono Aldo Protti, ha una superficie di 6 800 m², e non essendo recintata è sempre accessibile.